# رجال البرقي
رجال البرقي المعروف بالطبقات، أتى فيه أسماء أصحاب نبي الإسلام محمد ﷺ وأئمة الشيعة إلى المهدي، واختلفت كلمات أعلام الشيعة هل أنه تأليف أحمد بن محمد بن خالد البرقي صاحب المحاسن (المتوفّى عام 274 هـ أو عام 280 هـ) أو تأليف أبيه.